# Autoserica cruralis
Autoserica cruralis är en skalbaggsart som beskrevs av Frey 1972. Autoserica cruralis ingår i släktet Autoserica och familjen Melolonthidae. Inga underarter finns listade.